# Bonansa
Bonansa é um município da Espanha na província de Huesca, comunidade autónoma de Aragão, de área 37,3 km² com população de 97 habitantes (2007) e densidade populacional de 2,6 hab./km².

## Demografia
| Variação demográfica do município entre 1991 e 2004 | Variação demográfica do município entre 1991 e 2004 | Variação demográfica do município entre 1991 e 2004 | Variação demográfica do município entre 1991 e 2004 | Variação demográfica do município entre 1991 e 2004 |
| --------------------------------------------------- | --------------------------------------------------- | --------------------------------------------------- | --------------------------------------------------- | --------------------------------------------------- |
| 1991                                                | 1996                                                | 2001                                                | 2004                                                | 2010                                                |
| 70                                                  | 72                                                  | 84                                                  | 101                                                 | 102                                                 |